# 팬아메리칸 야구 연맹
팬아메리칸 야구 연맹(스페인어: COnfederación PAnamericana de Béisbol, COPABE)은 아메리카의 야구 연맹이다. 총 27개국이 가맹되어 있다.

## 가맹국 목록
| - 과테말라 - 앤티가 바부다 - 니카라과 - 도미니카 공화국 - 멕시코 - 미국 - 미국령 버진아일랜드 - 바하마 - 베네수엘라 |  | - 볼리비아 - 브라질 - 아루바 - 아르헨티나 - 영국령 버진아일랜드 - 에콰도르 - 엘살바도르 - 온두라스 - 자메이카 |  | - 칠레 - 캐나다 - 코스타리카 - 콜롬비아 - 쿠바 - 트리니다드 토바고 - 파나마 - 페루 - 푸에르토리코 |

## 같이 보기
- 세계 야구 소프트볼 연맹
- WBSC 아메리카
- 중앙 아메리카 & 캐리비안 게임 야구
- 팬아메리칸 게임 야구
- 2010년 남아메리카 게임 야구
- 2008년 아메리카 컵
- 라틴아메리칸 시리즈
- 캐리비안 시리즈
- 남미 야구 선수권 대회